# Italienii din Croația

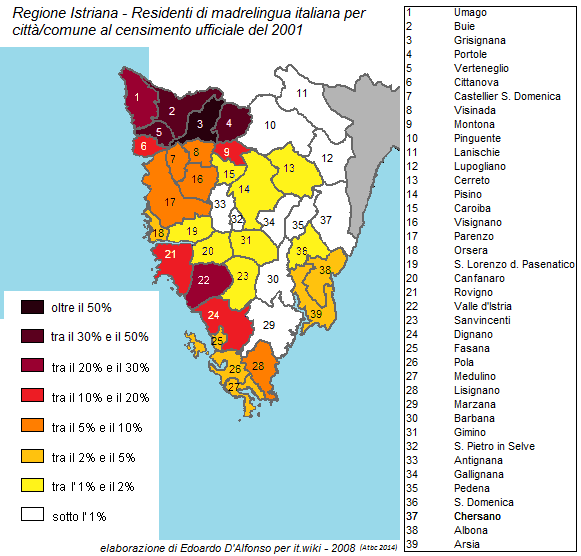
Ponderea vorbitorilor limbii italiene ca limbă maternă în peninsula Istria (2001)

Italienii din Croația (în croată Talijani u Hrvatskoj, în italiană Italiani di Croazia) sunt o minoritate autohtonă din Croația, recunoscută ca atare de constituția țării. Conform datelor recensământului din 2011 numărul italienilor din Croația era de 17.807 de locuitori, reprezentând 0,42% din totalul populației. Cei mai mulți italieni din Croația locuiesc în peninsula Istria.